# Рупрехт Фішер
Рупрехт Фішер (нім. Ruprecht Fischer; 17 листопада 1916, Рюстрінген — 9 квітня 1945, Каттегат) — німецький офіцер-підводник, капітан-лейтенант крігсмаріне.

## Біографія
3 квітня 1937 року вступив на флот. З 2 жовтня 1939 року — офіцер роти 14-го дивізіону корабельного озброєння в Глюкштадті. З липня 1940 року — командир мінного тральщика 14-ї, з 1 вересня 1941 року — 22-ї флотилії. З 1 лютого по 10 липня 1943 року пройшов курс підводника, 11-18 липня — курс кермування, 19-31 липня — тактичну підготовку при 27-й флотилії, 1-31 серпня — курс командира підводного човна, після чого був переданий в розпорядження 24-ї флотилії. 14 вересня 1943 року направлений на будівництво підводного човна U-244. З 9 жовтня 1943 року — командир U-244, на якому здійснив 3 походи (разом 139 днів у морі). Загинув під час потоплення U-804, на борту якого знаходився як пасажир.

## Звання
- Кандидат в офіцери (3 квітня 1937)
- Морський кадет (21 вересня 1937)
- Фенріх-цур-зее (1 травня 1938)
- Оберфенріх-цур-зее (1 липня 1939)
- Лейтенант-цур-зее (1 серпня 1939)
- Оберлейтенант-цур-зее (1 вересня 1941)
- Капітан-лейтенант (1 вересня 1944)

## Нагороди
- Нагрудний знак мінних тральщиків (7 січня 1944)
- Залізний хрест
  - 2-го класу (14 квітня 1941)
  - 1-го класу (12 жовтня 1941)
- Нагрудний знак підводника (13 жовтня 1944)